# Gorses
Gorses – miejscowość i gmina we Francji, w regionie Oksytania, w departamencie Lot.
Według danych na rok 1990 gminę zamieszkiwało 511 osób, a gęstość zaludnienia wynosiła 14 osób/km² (wśród 3020 gmin regionu Midi-Pireneje Gorses plasuje się na 582. miejscu pod względem liczby ludności, natomiast pod względem powierzchni na miejscu 200.).